# Gueskérou
Gueskerou est un village et une commune situé dans le département de Diffa, dans la région de Diffa, au sud-est du Niger. En 2011, la commune comptait 40 886 habitants.

## Géographie
La localité de Gueskérou est située sur la frontière nigériane à 37 km au nord-est du chef-lieu régional Diffa. 
| Chétimari | Kabléwa   | N'Guigmi |
| Chétimari | Gueskérou | Bosso    |
| Diffa     | Nigeria   | Nigeria  |

## Histoire
La commune rurale de Gueskérou instaurée en 2002, est issue du canton de Komadougou fondé en 1933.

## Localités
La commune s'étend sur 57 villages, 45 hameaux et un camp à l'est du département de Diffa.